# Lövskog

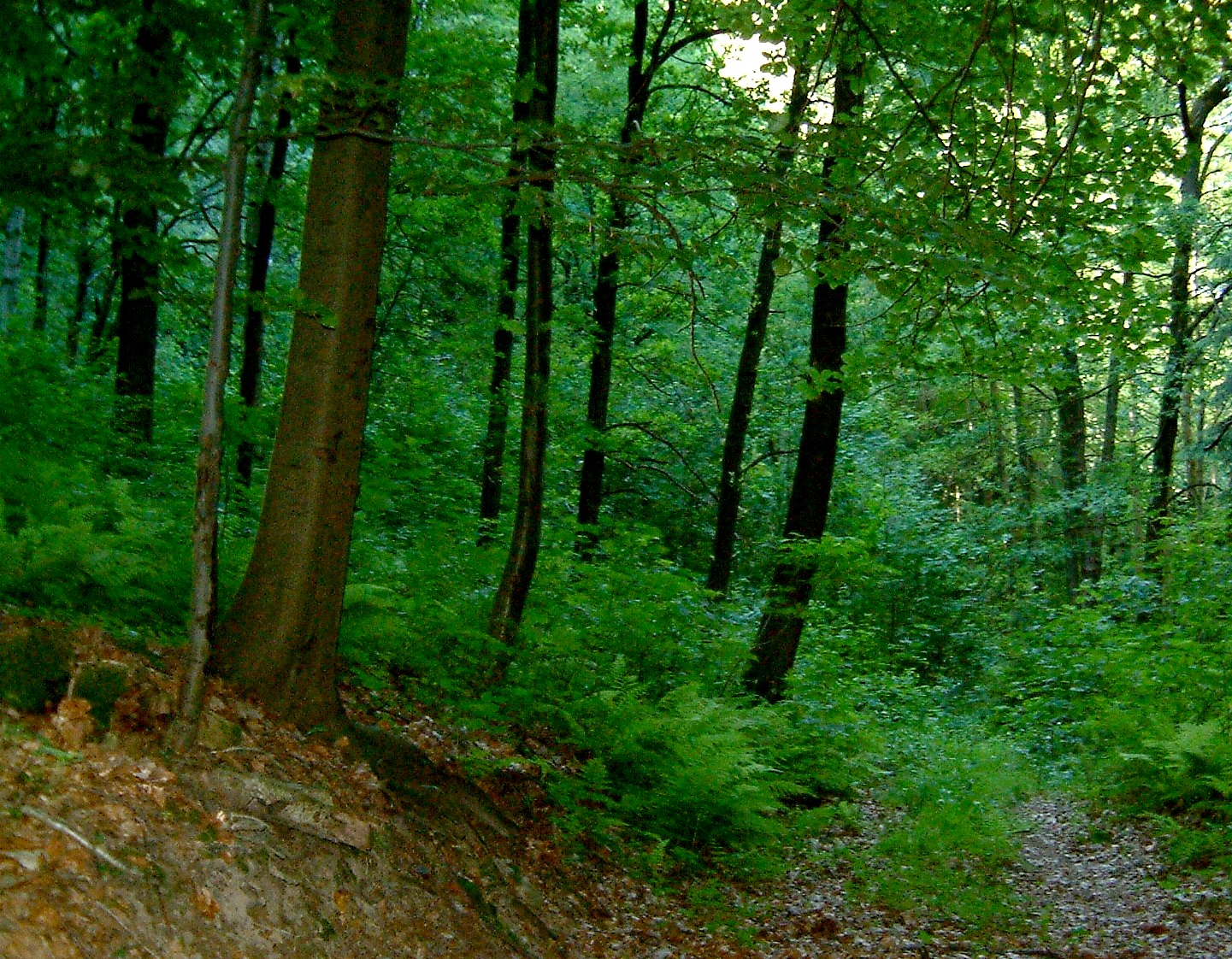
Lövskog i sydöstra Tyskland

Lövskog är skog bildad av träd med löv, relativt tunna breda blad. När man talar om lövskog brukar man syfta på skog som fäller sina löv och är kal om vintern, men ibland kan också ständigt grön skog åsyftas. Det finns tre stora lövskogsområden på jorden: ett i väst- och mellaneuropa med utlöpare i mellersta Ryssland, Kaukasus och Himalaya, ett i Östasien i norra Kina, Korea och Japan och ett i östra USA och den del av Kanada som gränsar dit.

## Varmtempererad lövskog
I den varmtempererade lövskogen fäller träden sina blad inför vintern. Detta hindrar avdunstning under de vattenfattiga vintrarna.
I början 2000-talet återstår endast rester av de ursprungliga varmtempererade lövskogarna. De har i stor utsträckning omvandlats till jordbruksmark eftersom biomets klimat och jordmån väl lämpar sig för jordbruk. De löv som fälls förmultnar och blir energirik jord. I de regioner där lövskogarna helt försvunnit har landskapet utvecklats till kulturstäpp.
Under våren är lövskogen rikast på blommor, då får blommorna mest solljus. Under sommaren har trädens blad slagit ut, och då når inte solens strålar ner till marken.

## Lövskog i Sverige
I södra Sverige finns varmtempererad lövskog, ibland även kallad ängsskog eller lund. Den växer på fuktig och mycket näringsrik jord med pH 7 — 8. Jordmånen är brunjord. Lövskog består till största del av olika ädellövträd. I lövskogen är flora och fauna mycket rik: harsyra, liljekonvalj, gullviva och blåklocka är några exempel. Djur i lövskogen inkluderar insekter, spindlar, blötdjur och daggmask.
Nationalparken Dalby Söderskog i Skåne utanför Lund är ett 36 ha stort område med ädellövskog. Ett annat sammanhängande lövskogsområde är  naturreservatet Västra Hargs lövskogar, inrättat 2009. På Öland utgör Mittlandsskogen ett av norra Europas större sammanhängande områden med ädellövskog.